# Siglo II
El siglo II d. C. (siglo segundo después de Cristo) o siglo II e. c. (siglo segundo de la era común) comenzó el 1 de enero del año 101 y terminó el 31 de diciembre de 200. Es llamado el «Siglo de los Santos» y también es conocido como el siglo de oro o de los Antoninos, por la asombrosa prosperidad que se vivió en la llamada Pax romana.

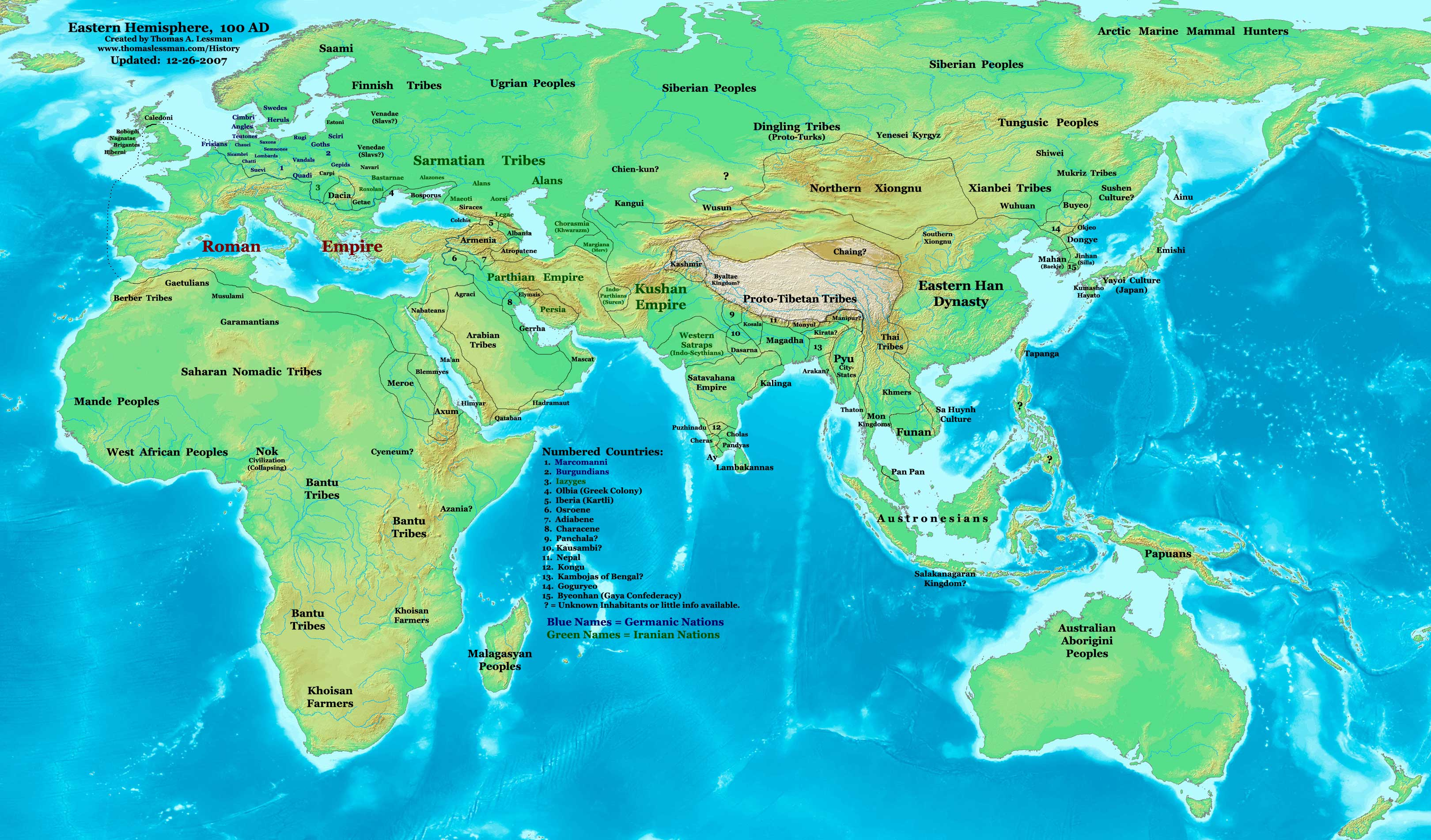
Mapa mundial (excepto América) en torno al año 100.

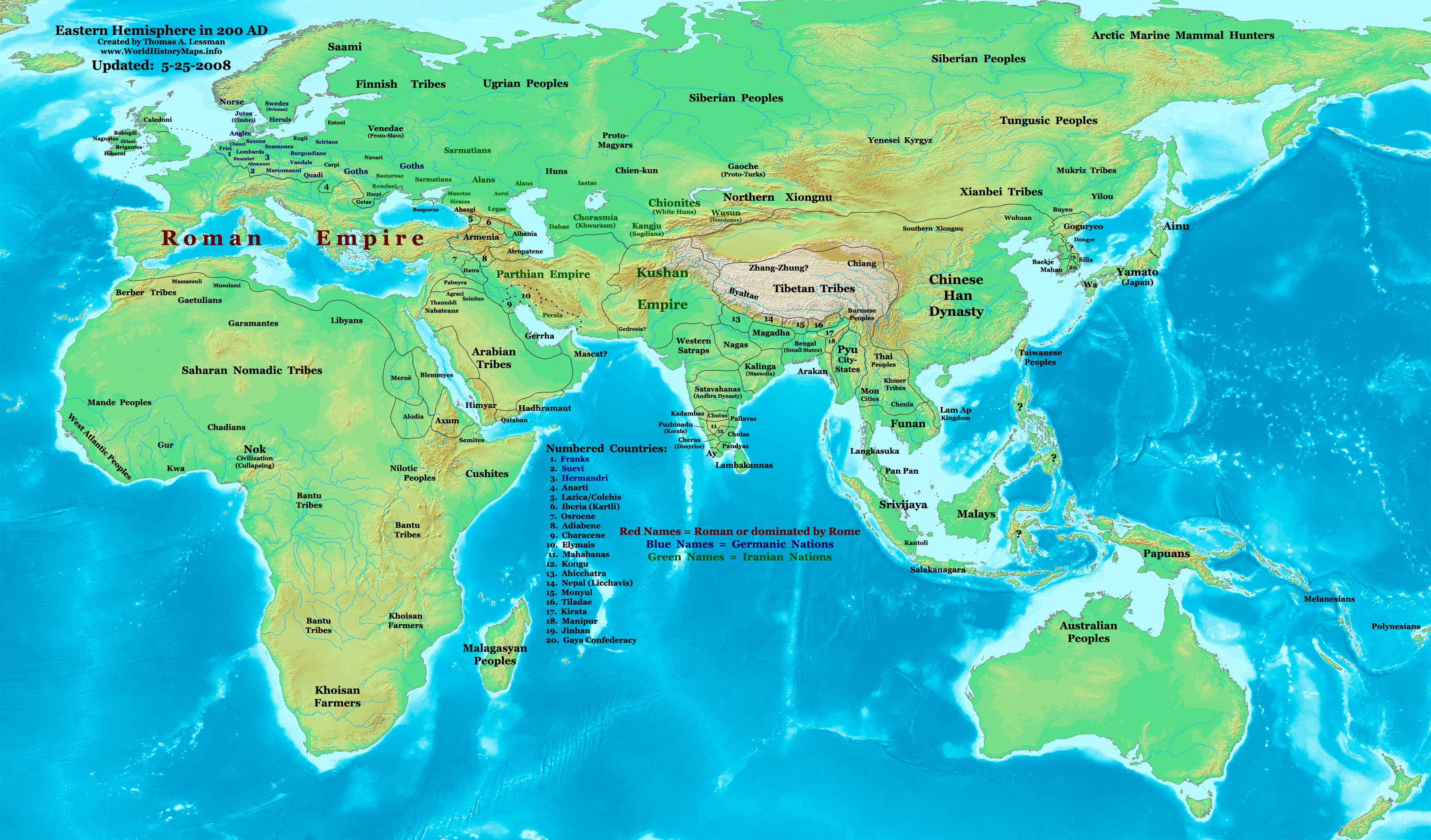
Mapa mundial (excepto América) en torno al año 200.

El siglo II se considera parte de la Antigüedad clásica de Occidente. Mesoamérica se encuentra en el inicio de su Período clásico.

## Acontecimientos relevantes

### Guerras y política
- 96-180: en Roma se suceden en el Gobierno los conocidos como los Cinco Emperadores Buenos: Nerva, Trajano (98-117), Adriano, Antonino Pío y Marco Aurelio. Tradicionalmente se les ha considerado como parte de la dinastía de los Antoninos (96-192), sin embargo, en la actualidad, se ha propuesto una nueva denominación, la de dinastía Ulpio-Aelia.
- En la región de Etiopía se crea el reino de Aksum.
- 114 al 116: Trajano ocupa Armenia, Mesopotamia y Asiria. Máxima extensión territorial del Imperio.[1]
- 114 al 128: Adriano ordena la reconstrucción del Panteón de Agripa en Roma, una de las más importantes obras de la arquitectura universal. Es característica su cúpula semiesférica de 43 metros de diámetro perforada en su cénit por un óculo circular.[1]
- 120-150: los búlgaros emigran a Europa.
- 122–132: en Britania los romanos levantan el muro de Adriano.
- 132–135: en la región de Palestina, Simón bar Kojba se rebela contra el Imperio romano. Motivado por el proyecto de Adriano de construir una ciudad pagana en el emplazamiento de Jerusalén, se autoproclama mesías. La rebelión es cruelmente aplastada por el ejército imperial. Adriano decreta que ningún judío puede vivir en la ciudad.[1]
- 167-175: en las riberas del río Danubio, los romanos libran la primera guerra marcomana.
- 178-180: segunda guerra contra los marcomanos.
- 165-180: en Roma se desarrolla la peste antonina.

### Cultura
- La cultura zapoteca, asentada en México, entra en un segundo periodo de florecimiento, que se extenderá hasta el siglo IX. De ello dan fe los templos, palacios, plazas y observatorio que pueden contemplarse en Monte Albán.[1]
- En 104 muere Marcial.
- Puente de Alcántara (104-106).
- Columna trajana (113).
- El emperador romano Adriano reconstruye el Panteón de Roma en los años 120.
- Columna de Marco Aurelio (180).
- Primeras obras cristianas: la Apologética de Tertuliano data de 197.

### Ciencia y tecnología
- Los romanos inventan y desarrollan la bóveda de cañón, diseñada como el desarrollo horizontal de un arco de medio punto apoyado sobre muros rectos.[1]
- Cai Lun inventa el papel (c. 107).
- Ptolomeo compila un catálogo de todas las estrellas visibles a ojo desnudo. También compila 3 de los libros de mayor influencia en la historia occidental: Almagesto, que es la base de la astronomía occidental y mediooriental hasta los tiempos de Copérnico y Kepler, el tratado astrológico Tetrabiblos y la Geographia.
- 132: Zhang Heng inventa el primer sismómetro.

### Religión
- El budismo se extiende a China y el sureste de Asia con la expansión del comercio entre India y estos territorios, y gracias a la labor de los misioneros.[1]

- 144: Marción funda el marcionismo, rechazado por la Iglesia romana como una secta.
- 160 al 220: Vida de Tertuliano, primer gran escritor cristiano y uno de los primeros padres de la Iglesia, autor, entre otras obras, de Apologético, defensa apasionada de los cristianos contra las acusaciones paganas de inmoralidad y subversión política. Sostuvo que los cristianos deberían aceptar la persecución sin huir de ella.[1]y

## Personas relevantes

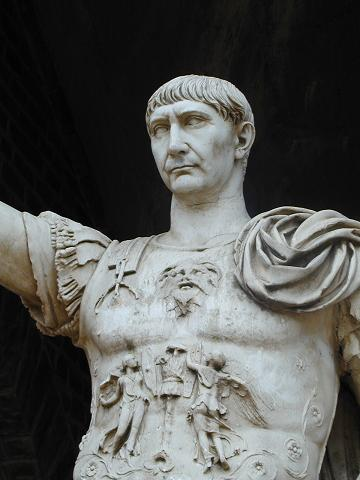
Trajano, uno de los más importantes emperadores romanos

- 10 al 125: Apuleyo, escritor romano, autor de El asno de oro, en la que mezcla el humor con reflexiones filosóficas y religiosas.[1]
- Trajano (53-113): emperador romano, conquistador del reino de Dacia y el Imperio parto.
- Adriano (76-138): emperador romano.
- Apuleyo (123/125-180): escritor y novelista romano de origen bereber.
- Cai Lun (50-121): inventor del papel.
- Claudio Galeno (131 al 199), matemático, filósofo y médico. Sus estudios y observaciones sobre la anatomía y la fisiología dominarán la teoría y la práctica de la medicina durante siglos.[1]
- Cómodo (161-192): emperador romano, su asesinato acabó con la dinastía de los Antoninos.
- Decébalo (f. 106): rey de la Dacia.
- Décimo Junio Juvenal (60-128): poeta romano.
- Dión Casio (155-206): senador e historiador romano.
- Epicteto (55-135): filósofo griego.
- Galeno (130-200): escritor y médico griego.
- Ireneo de Lyon (130-202): segundo obispo de Lyon (Francia).
- Julia Domna (170-217): importante emperatriz romana.
- Marción (85-160): escritor y teólogo, fundador de la secta marcionista.
- Marco Aurelio (121-180): emperador romano, vencedor de las guerras marcomanas, último emperador de la pax romana.
- Nagaryuna (150-250): fundador del budismo madhiamaka.
- Plinio el Joven (62-112): escritor, científico y abogado romano.
- Policarpo de Esmirna (69-155): santo y obispo de Esmirna.
- Ptolomeo (100-170): astrónomo, astrólogo y geógrafo griego.
- Septimio Severo (146-211): emperador romano, fundador de la dinastía de los Severos.
- Sexto Empírico (160-210): médico y filósofo griego.
- Suetonio (70-126): historiador romano.
- Tertuliano (160-220): escritor romano de origen cartaginés.
- Valentín el Gnóstico (100-160): fundador de la rama más importante del gnosticismo.
- Zhang Heng (78-133): científico, inventor y escritor chino.
- Zhang Zhong Jing (150-219): médico chino, considerado el Hipócrates de la Medicina Tradicional China